# Коацакоалькос
Коацакоа́лькос (ісп. Coatzacoalcos) — місто-порт на південному сході Мексики в штаті Веракрус. Населення 319 187 осіб (2015 р.). Розташований у місці впадіння річки Коацакоалькос у Мексиканську затоку.
Назва «Коацакоалькос» з ацтекської мови наватль перекладається як «(місце,) де ховається змій»: за легендою, саме тут близько 999 року завершив свою останню морську подорож бог Кетцалькоатль (ацт. «Пернатий Змій») і де він дав обіцянку повернутися до людей у важкі часи.
У Коацакоалькосі народилася володарка премії «Еммі» і номінантка на премію «Оскар», відома кіноакторка Сальма Хаєк.